# Anne Bishop
Anne Bishop – amerykańska pisarka fantasy, autorka Trylogii Czarnych Kamieni, która zdobyła Nagrodę Williama L. Crawforda. Obecnie mieszka w Nowym Jorku.

## Twórczość[3][4]

### Powieści

#### Trylogia Czarnych Kamieni
- Córka Krwawych (Daughter of the Blood), marzec 1998, (premiera w Polsce: wrzesień 2008)
- Dziedziczka Cieni (Heir to the Shadows), kwiecień 1999, (premiera w Polsce: maj 2009)
- Królowa Ciemności (Queen of the Darkness), styczeń 2000, (premiera w Polsce: październik 2009)

#### Inne książki ze świata Czarnych Kamieni
- Serce Kaeleer (Dreams Made Flesh), styczeń 2005, (premiera w Polsce: kwiecień 2010)
- Splątane sieci (Tangled Webs), marzec 2008, (premiera w Polsce: wrzesień 2010)
- Niewidzialny pierścień (The Invisible Ring), październik 2008, (premiera w Polsce: styczeń 2011)
- Przymierze Ciemności (The Shadow Queen), marzec 2009, (premiera w Polsce: kwiecień 2011)
- Pani Shaladoru (Shalador's Lady), marzec 2010, (premiera w Polsce: wrzesień 2011)
- Świt Zmierzchu (Twilight's Dawn), marzec 2011, (premiera w Polsce: styczeń 2012)
- Pakt Królowej (The Queen's Bargain), marzec 2020, (premiera w Polsce: wrzesień 2021)
- The Queen's Weapons, marzec 2021
- The Queen's Price, marzec 2023

#### Trylogia Tir Alainn
- Filary Świata (The Pillars of the World), październik 2001 (premiera w Polsce: styczeń 2019)
- Światło i Cienie (Shadows and Light), październik 2002 (premiera w Polsce: listopad 2020)
- The House of Gaian, październik 2003

#### Efemera
- Sebastian (Sebastian), luty 2006, (premiera w Polsce: czerwiec 2012)
- Belladonna (Belladonna), marzec 2007, (premiera w Polsce: wrzesień 2012)
- Most marzeń (Bridge of Dreams), marzec 2012 (premiera w Polsce: kwiecień 2013)
- Głos (The Voice), Luty 2012 (premiera w Polsce: maj 2013)

#### Inni
- Pisane szkarłatem (Written in Red), marzec 2013 (premiera w Polsce: wrzesień 2013)
- Morderstwo Wron (Murder of Crows), marzec 2014 (premiera w Polsce: maj 2014)
- Srebrzyste wizje (Vision in Silver), marzec 2015 (premiera w Polsce: czerwiec 2015)
- Naznaczona (Marked in Flesh), marzec 2016 (premiera w Polsce: grudzień 2016)
- Zapisane w kartach (Etched In Bone), marzec 2017, (premiera w Polsce: wrzesień 2017)
- Jezioro ciszy (Lake Silence), marzec 2018, (premiera w Polsce: 2019)
- Wild Country, marzec 2019

### Opowiadania
- Match Girl w: Ruby Slippers, Golden Tears (antologia), 1995
- Rapunzel w: Black Swan, White Raven (antologia), październik 1998
- Summer in Mossy Creek (antologia), czerwiec 2003
- The Price w: Powers of Detection: Tales of Mystery and Fantasy, październik 2004